# Artuš Černík
Artuš Černík (26. července 1900 Vyšehněvice – 25. prosince 1953 Praha) byl český básník, novinář, překladatel, filmový a divadelní kritik, propagátor avantgardních směrů.

## Životopis
V mládí studoval na gymnáziu v Pardubicích, Hradci Králové a Kolíně. Po maturitě v roce 1919 pokračoval na Právnické fakultě Univerzity Karlovy v Praze. Absolutoria dosáhl na Masarykově univerzitě v Brně v roce 1924.
Na počátku 20. let 20. století působil jako novinář a vedoucí kulturní rubriky brněnského deníku Rovnost. Zde užíval šifry: Č; ač; A. Č.; A-K. Svými překlady představil některé z autorů tehdejší francouzské literatury (časopisecky). Byl spoluzakladatelem Devětsilu a vydavatelem revue Pásmo. V letech 1923–1926 se živil jako železniční úředník v Brně-Slatině a v Rájci-Jestřebí. V roce 1926 se stal redaktorem ČTK.
Také se věnoval filmové a divadelní kritice. Přispíval do řady periodik a kulturních revuí. Některé z nich spoluredigoval, například Český filmový svět (1926) či Filmová tribuna. Jako filmový referent psal především pro Lidové noviny. Některé jeho články byly zveřejněny v kulturních a literárních revuích, jako byl Prospekt (1930–1931), Rozpravy Aventina, Salon. V roce 1932 krátce působil, jako filmový referent Práva lidu. V letech 1933–1934 působil v periodiku Moravský přítel lidu a České slovo. Od roku 1939 byl vrchním tiskovým radou v ČTK. V období 1940–1944 v tehdejším Protektorátu Čechy a Morava psal do časopisu Filmový kurýr. V roce 1944 se stal lektorem National filmu. Od podzimu 1945 byl dramaturgem Československého filmu. V období let 1945–1947 psal příspěvky o zahraničních filmových festivalech do Svobodných novin, Tvorby a Nedělních novin. Po roce 1948 se stal vedoucím dokumentace Československého filmu. Zemřel v roce 1953.

## Dílo

### Vybrané články
- Černík, A. Film jako hra tvarů a zvuků. Prospekt, roč. I, 1930, č.2, str. 3–4.
- Černík, A. Filmová groteska. Jiřímu Toufarovi. Prospekt I, roč. I, 1931, č.8, str. 8.
- -čk- [Černík, Artuš] Zahraniční film v roce 1931. Moravský přítel lidu, 7. ledna 1932, č. 5, str. 3.
- -čk- [Černík, Artuš] České filmy prohlášené za kulturně výchovné. Moravský přítel lidu, 14. ledna 1932, č. 12, str.3.
- A. Černík. Dětský film příkladem filmové produkce. Moravský přítel lidu, 4. února 1932, č.30, str.3 .
- A. Černík. Je na filmu nejdůležitější jeho náročnost? Moravský přítel Lidu, 31. května 1932, č. 129, str. 3.
- -čk- [Černík, Artuš] Boj proti filmové cenzuře. Moravský přítel lidu, 7. června 1932, č. 134, str. 4.
- če. [Černík, Artuš] Mahen, rybář, gentleman. Lidové noviny, 24.5. 1940, č. 118, str.3. [vzp. režiséra Martina Friče na Jiřího Mahena].[3]
- ače [Černík, Artuš] Film v Londýně. Svobodné noviny, roč. I, 21. srpna 1945, č. 75, str. 3.
- áče [Černík, Artuš] Basilejský filmový kongres. Filmy staré a nové, klasické a neklasické. Svobodné noviny, roč. I, 22. září 1945, č. 103, str. 3.
- Artuš Černík. O filmu v Basileji. Nedělní noviny, roč. I, 25. září 1945, č.3, str. 10.
- A. Č.[Černík, Artuš] Po basilejském filmovém kongresu. Několik velkých filmů. Tvorba, roč. XIV, 3. října 1945, str.17.

### Překlady knih
- překlad B. Travena z němčiny (Loď mrtvých, 1931)
- překlad z angličtiny L. O’Flahertyho (Hollywoodský hřbitov, 1936, společně s A. J. Urbanem).